# Cingulum militare

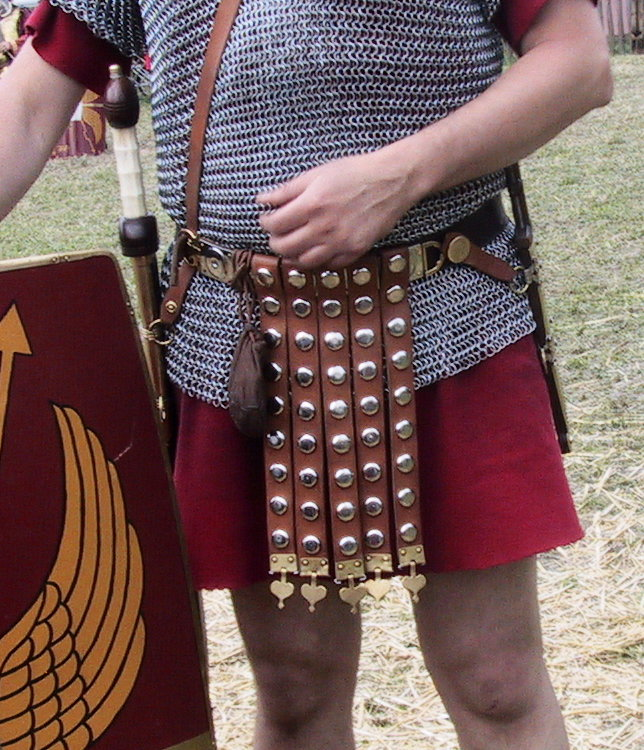
Nachbildung eines Cingulum militare

Cingulum militare (Kriegsgürtel) wird der Gürtel genannt, mit dem römische Legionäre ihre Tunika gürteten. An ihm waren oft noch die Pteryges und der Pugio befestigt. Die Form bestand entweder aus einem Hüftgürtel, der mit Bronzeplättchen verziert war, oder später aus zwei sich kreuzenden Lederriemen, die um die Hüfte gebunden wurden. Vermutlich zum Ende der Regierungszeit des Augustus kam mit der gekreuzten Riemenvariante der Schurz aus Lederstreifen hinzu.
Dieser Gürtel war sozusagen der „Ausweis“ des Soldaten, wenn er ohne Waffen und Schutzwaffen und nur in Tunika, Mantel und Sandalen unterwegs war: Wer ihn trug, war Soldat: „Omnes qui militant, cincti sunt.“ („Alle, die als Soldaten dienen, tragen einen Gürtel“, Servius, Commentarius in Vergilii Aeneida VIII, 724). Der Verlust des Gürtels stellte für den Soldaten eine militärische Entehrung oder eine nicht hinnehmbare Provokation durch Dritte dar. Bei Dienstvergehen wurde der Gürtel einbehalten und erst wieder an den Soldaten ausgehändigt, wenn er sich rehabilitiert hatte. Die unehrenhafte Entlassung aus dem Militärdienst hatte neben anderen Rechtsfolgen die endgültige Konfiszierung des Gürtels zur Folge. Tacitus berichtete, dass Soldaten aufgrund des Diebstahls ihrer Militärgürtel ein blutiges Handgemenge in Rom auslösten.
Er war spätestens ab der Mitte des 1. Jahrhunderts n. Chr. aufwendig verziert, um seine Bedeutung zu unterstreichen. Diese Verzierungen (Schnalle, Beschläge und Anhänger) wechselten mit der Mode. Seine Bedeutung erlangte der Gürtel wahrscheinlich durch seine Funktion als Schwertgurt, später wurde er aber auch oft ohne Schwert getragen, wie die lebensechten Abbildungen auf den Grabdenkmälern der Soldaten in allen römischen Provinzen zeigen.